# Bannière de Hanggin
Pour les articles homonymes, voir Hanggin.
La bannière de Hanggin (杭锦旗 ; pinyin : Hángjǐn Qí) est une subdivision administrative de la région autonome de Mongolie-Intérieure en Chine. Elle est placée sous la juridiction de la ville-préfecture d'Ordos.

## Démographie
La population de la bannière était de 132 791 habitants en 1999.